# Back to Oakland
Back to Oakland es el cuarto álbum de estudio de la banda estadounidense Tower of Power. Fue publicado en febrero de 1974 a través de Warner Bros. Records.

## Recepción de la crítica
Un escritor no especificado de la revista Cash Box escribió: “El conjunto de once integrantes ha prestado mucha atención a los factores cruciales de arreglo y dinámica y el resultado es un paquete que fluye suavemente de corte en corte, aprovechando al máximo los muchos talentos que poseen los miembros individuales de la banda”. Un escritor no especificado de Billboard escribió: “Hay un excelente trabajo de saxo y la banda tiene un sonido amplio impresionante, pero carece de temas potentes con los que realmente lograr un ascenso meteórico. El vocalista principal Lenny Williams se mantiene muy bien”.

## Rendimiento comercial
La revista Billboard informó en la semana que finalizó el 23 de febrero de 1974 que Back to Oakland fue una selección de acción en radio FM con transmisión en CHUM-FM, una de las principales estaciones progresivas del país. En la semana del 9 de marzo de 1974, Back to Oakland también fue una selección de acción en radio FM en otras cinco estaciones líder: KFMY-FM, KSJO-FM, WPLR-FM, WORJ-FM y WVVS-FM.

## Lista de canciones
| Lado uno |                                                   |                                             |          |  |
| N.º      | Título                                            | Escritor(es)                                | Duración |  |
| 1.       | «Oakland Stroke...»                               | Steve Kupka Emilio Castillo David Garibaldi | 0:53     |  |
| 2.       | «Don't Change Horses (In the Middle of a Stream)» | Lenny Williams Johnny Watson                | 4:28     |  |
| 3.       | «Just When We Start Makin' It»                    | Williams Castillo Kupka                     | 6:30     |  |
| 4.       | «Can't You See (You Doin' Me Wrong)»              | Williams Castillo Kupka                     | 3:00     |  |
| 5.       | «Squib Cakes»                                     | Chester Thompson                            | 7:49     |  |

| Lado dos |                                 |                          |          |  |
| N.º      | Título                          | Escritor(es)             | Duración |  |
| 1.       | «Time Will Tell»                | Kupka Castillo           | 3:11     |  |
| 2.       | «Man from the Past»             | Williams Castillo Kupka  | 4:00     |  |
| 3.       | «Love's Been Gone So Long»      | Bruce Conte              | 4:47     |  |
| 4.       | «I Got the Chop»                | Kupka Castillo           | 2:59     |  |
| 5.       | «Below Us, All the City Lights» | Kupka Castillo           | 4:20     |  |
| 6.       | «...Oakland Stroke»             | Kupka Castillo Garibaldi | 1:08     |  |

## Créditos y personal
Créditos adaptados desde las notas de álbum de Back to Oakland.
Tower of Power
- Lenny Williams – voz principal
- Chester Thompson – órgano, bass pedal, piano, piano Fender Rhodes, clavinet, coros
- Bruce Conte – guitarra, coros
- Mic Gillette – trompeta, fliscorno, trombón, trombón bajo, coros
- Greg Adams – trompeta, fliscorno, coros, glockenspiel,
- Steve Kupka – saxofón barítono, corno inglés, coros
- Lenny Pickett – saxofón tenor, alto, bajo y soprano, flauta, flauta alto, flautín
- Emilio Castillo – saxofón tenor, coros
- Brent Byars – conga
- David Garibaldi – batería
- Francis Rocco Prestia – bajo eléctrico

Músicos adicionales
- Bud Shank – flauta, flauta alto, saxofón alto, flautín en «Below Us, All the City Lights»
- Frank Rosolino – trombón en «Below Us, All the City Lights»
- Tom Shepard – trombón en «Below Us, All the City Lights»
- Vincent DeRosa – corno francés en «Below Us, All the City Lights»
- David Duke – corno francés en «Below Us, All the City Lights»
- Richard Perissi – corno francés en «Below Us, All the City Lights»
- Ray Gillette – trombón en «Time Will Tell»
- Kell Houston – trombón en «Time Will Tell»
- Alice Thompson – voces adicionales en «Time Will Tell»
- Marylin Scott – voces adicionales en «Don't Change Horses (In the Middle of a Stream)», «Just When We Start Makin' It», «Can't You See (You Doin' Me Wrong)», «Time Will Tell» y «Love's Been Gone So Long»
- Pepper Watkins – voces adicionales en «Don't Change Horses (In the Middle of a Stream)», «Just When We Start Makin' It», «Can't You See (You Doin' Me Wrong)» y «Love's Been Gone So Long»

Personal técnico
- Tower of Power – productor, arreglos en «Don't Change Horses (In the Middle of a Stream)», «Can't You See (You Doin' Me Wrong)», «Man from the Past» y «I Got the Chop»
- Greg Adams – arreglos en «Just When We Start Makin' It», «Can't You See (You Doin' Me Wrong)», «Time Will Tell», «Love's Been Gone So Long» y «Below Us, All the City Lights»; conductor en todas las canciones excepto «Below Us, All the City Lights»
- Harry Betts – conductor en «Below Us, All the City Lights»
- Jim Gaines – ingeniero de audio, mezclas
- Alan Chinowsky – productor de sonido, mezclas
- Tom Flye – ingeniero de audio
- Bruce Steinberg – diseño de portada, fotografía
- Emilio Castillo – supervisor de producción

## Posicionamiento

### Gráfica semanal
| Gráfica (1974)                            | Pico de posición |
| ----------------------------------------- | ---------------- |
| Canadá (RPM Top Albums)                   | 32               |
| Estados Unidos (Billboard Top LPs & Tape) | 26               |
| Estados Unidos (Billboard Soul LPs)       | 13               |

### Gráfica de fin de año
| Gráfica (1974)                            | Pico de posición |
| ----------------------------------------- | ---------------- |
| Estados Unidos (Billboard Top LPs & Tape) | 62               |